# Bentwisch
Bentwisch ist eine Gemeinde im Landkreis Rostock in Mecklenburg-Vorpommern (Deutschland). Sie wird vom Amt Rostocker Heide verwaltet.

## Geografie

### Geografische Lage
Bentwisch liegt nordöstlich von Rostock an der Bundesstraße 105 und unweit der Bundesautobahn 19.

### Gemeindegliederung
Zur Gemeinde gehören folgende Ortsteile:
|                                                                    |                                                                                          |  |
| - Bentwisch - Albertsdorf - Goorstorf - Groß Kussewitz - Harmstorf | - Klein Bartelsdorf - Klein Bentwisch - Klein Kussewitz - Neu Bartelsdorf - Volkenshagen |  |

## Geschichte

### Vom 13. Jahrhundert bis heute
Die erste urkundliche Erwähnung des Ortes ist für das Jahr 1235 nachweisbar, vermutlich gab es aber bereits vorher wendische Besiedlungen. Die Geschichte der Gemeinde ist eng mit der der Hansestadt Rostock verbunden. Durch seine Lage nahe Rostock und seine günstigen Verkehrsverbindungen ist Bentwisch in den Jahren nach der Wiedervereinigung zu einem wichtigen Gewerbestandort geworden.
Von 1952 bis 1994 gehörte Bentwisch zum Kreis Rostock-Land (bis 1990 im DDR-Bezirk Rostock, 1990–1994 im Land Mecklenburg-Vorpommern). 1994 wurde die Gemeinde in den Landkreis Bad Doberan eingegliedert. Seit der Kreisgebietsreform 2011 liegt sie im Landkreis Rostock.

### Eingemeindungen
Am 1. Juli 1950 wurden die bis dahin eigenständigen Gemeinden Albertsdorf, Goorstorf und Harmstorf eingegliedert. Am 1. Januar 2018 wurde die Gemeinde Klein Kussewitz aus dem Amt Carbäk Ortsteil von Bentwisch.

## Bevölkerung
| Jahr | Einwohner |
| ---- | --------- |
| 1990 | 1234      |
| 1995 | 1459      |
| 2000 | 2077      |
| 2005 | 2571      |
| 2010 | 2549      |
| 2015 | 2396      |

| Jahr | Einwohner |
| ---- | --------- |
| 2020 | 3321      |
| 2021 | 3453      |
| 2022 | 3542      |
| 2023 | 3575      |

Stand: 31. Dezember des jeweiligen Jahres
Der starke Anstieg der Einwohnerzahl 2020 ist auf die Eingemeindung von Klein Kussewitz im Jahr 2018 zurückzuführen.

## Politik

### Gemeindevertretung
Die Gemeindevertretung von Bentwisch besteht aus 14 Mitgliedern. Die Kommunalwahl am 9. Juni 2024 führte bei einer Wahlbeteiligung von 71,6 % zu folgendem Ergebnis:
| Partei / Wählergruppe                       | Stimmenanteil 2019 | Sitze 2019 |  | Stimmenanteil 2024 | Sitze 2024 |
| ------------------------------------------- | ------------------ | ---------- |  | ------------------ | ---------- |
| Bürger für Bentwisch (BfB)                  | 18,3 %             | 2          |  | 28,2 %             | 4          |
| 10 Dörfer – eine Gemeinde                   | –                  | –          |  | 25,5 %             | 4          |
| FSV Bentwisch                               | –                  | –          |  | 12,0 %             | 2          |
| Wirtschaftliche Vereinigung Bentwisch (WVB) | 26,7 %             | 4          |  | 11,2 %             | 2          |
| Freiwillige Feuerwehr                       | 11,9 %             | 1          |  | 10,5 %             | 1          |
| SPD                                         | –                  | –          |  | 07,4 %             | 1          |
| CDU                                         | 05,4 %             | 1          |  | 02,8 %             | –          |
| Einzelbewerberin Susanne Strübing           | –                  | –          |  | 02,4 %             | –          |
| Dorfleute                                   | 19,9 %             | 3          |  | –                  | –          |
| Pro Kussewitz                               | 07,3 %             | 1          |  | –                  | –          |
| Einzelbewerber Michael Lau                  | 05,6 %             | 1          |  | –                  | –          |
| Einzelbewerber Frank Matthies               | 04,9 %             | 1          |  | –                  | –          |
| Insgesamt                                   | 100 %              | 14         |  | 100 %              | 14         |

### Bürgermeister
- 2009–2014: Joachim Schwaß[6]
- 2014–2019: Susanne Strübing[7]
- 2019–2024: Andreas Krüger
- seit 2024: Ralf Will

Krüger wurde in der Bürgermeisterwahl am 26. Mai 2019 ohne Gegenkandidat mit 74,9 % der gültigen Stimmen gewählt.
Bei der Bürgermeisterwahl am 9. Juni 2024 wurde Will mit 53,4 % der gültigen Stimmen zu seinem Nachfolger gewählt. Seine Amtsdauer beträgt fünf Jahre.

### Wappen
Blasonierung: „In Blau unter einem schreitenden, rot gezungten goldenen Greifen ein liegender goldener Eichenzweig mit sieben Blättern und sieben Früchten.“

## Sehenswürdigkeiten

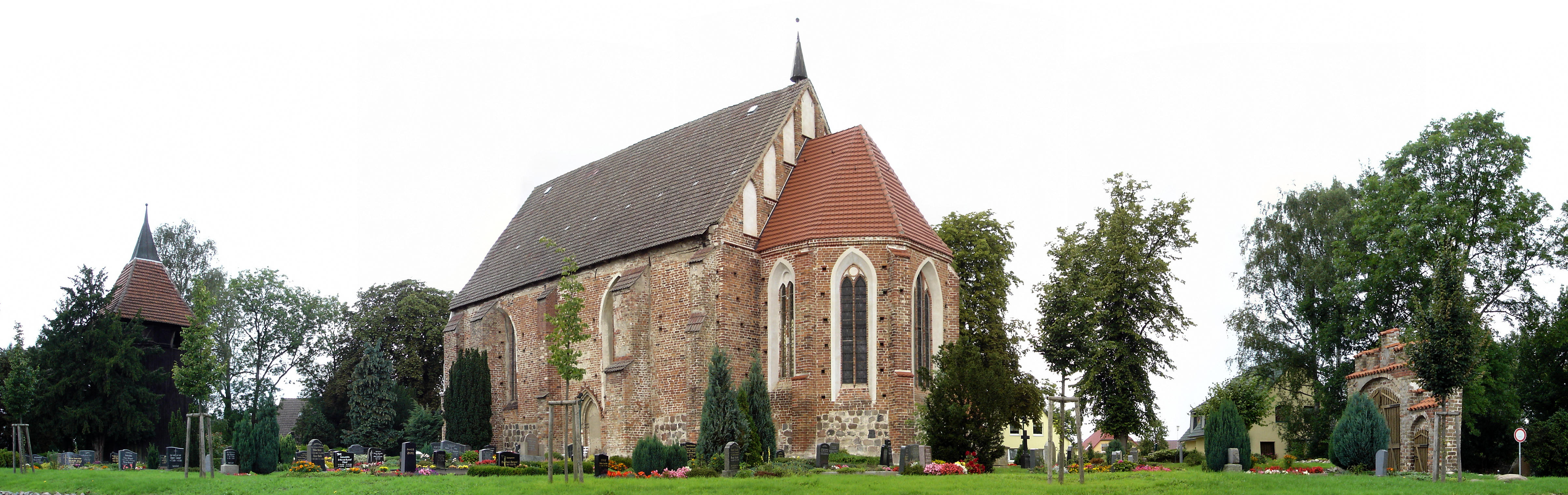
Dorfkirche Bentwisch

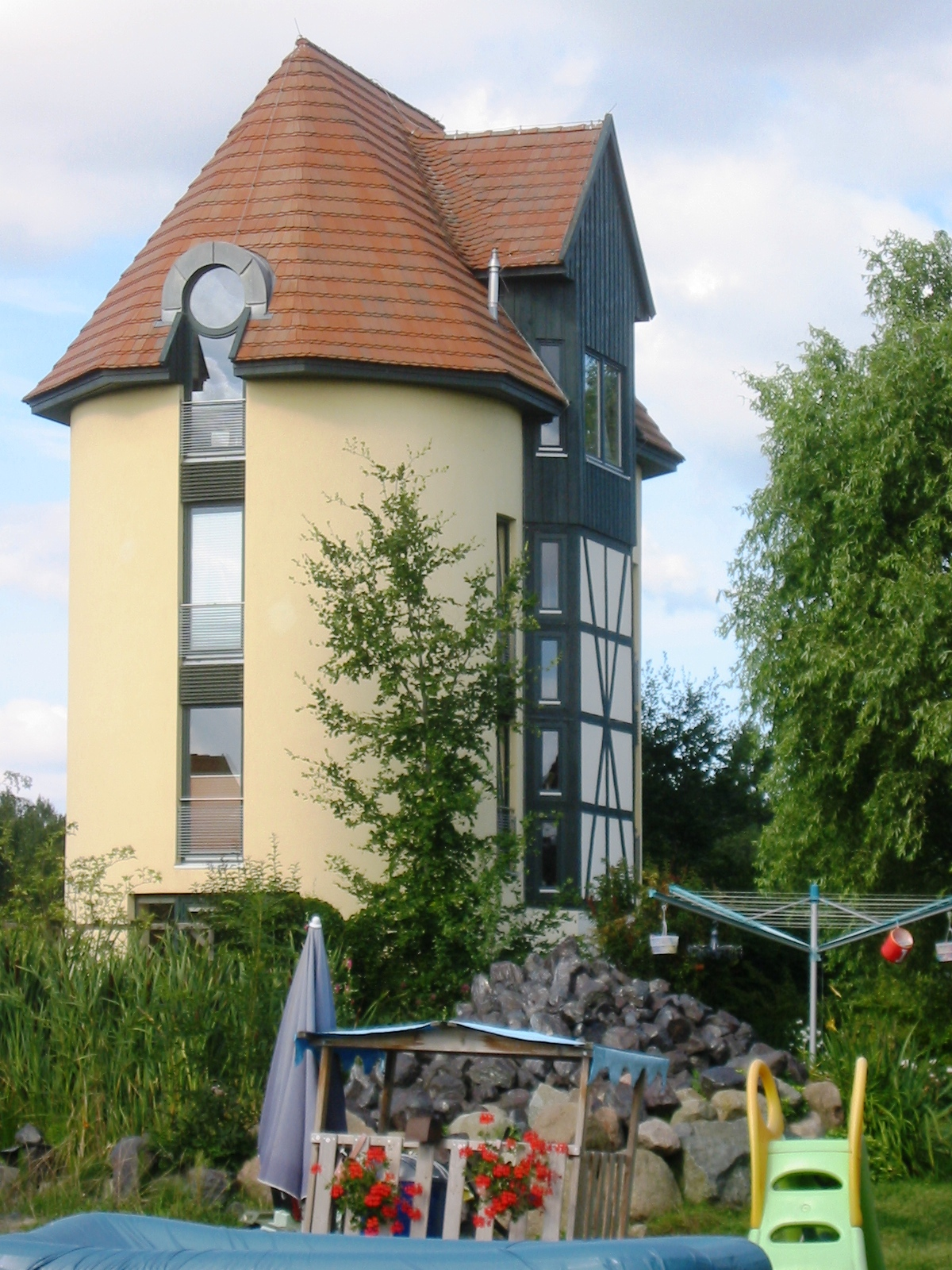
Silo Klein Kussewitz

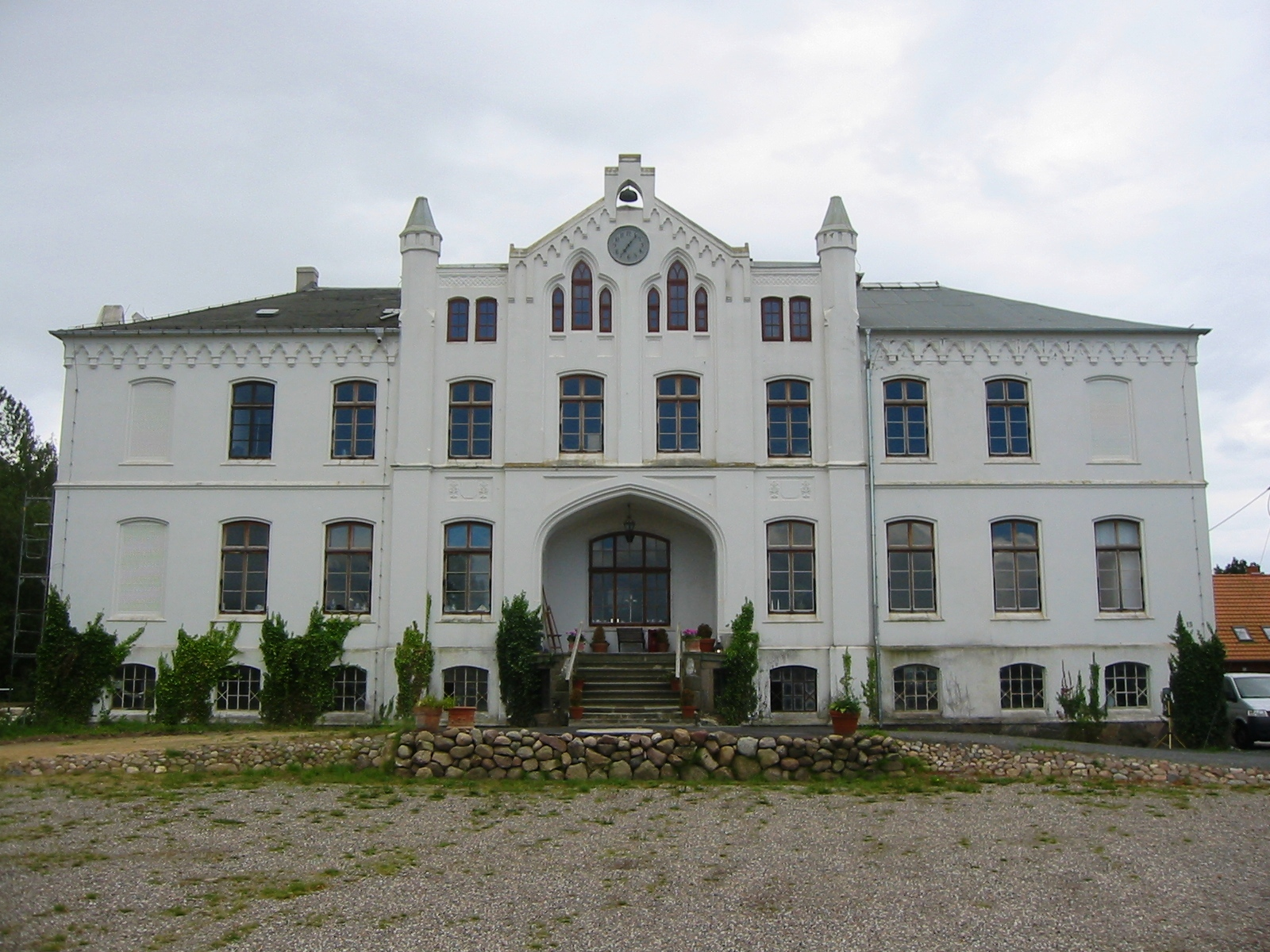
Gutshaus Klein Kussewitz

→ Siehe auch Liste der Baudenkmale in Bentwisch
- Dorfkirche Bentwisch, Backsteinbau mit Feldsteinsockel aus dem 14. Jahrhundert und einem zweijochigen flachgeckten Kirchenschiff, dem Chor mit 5/8-Schluss und Rippengewölbe, beide  getrennt durch einen Triumphbogen. Der freistehende Glockenturm ist aus Holz. Bemerkenswert sind der geschnitzte Flügelaltar mit vier Flügeln aus dem 15. Jahrhundert und eine hölzerne Kanzel aus der Spätrenaissance. Die Orgel wurde 1852 von Heinrich Rasche gebaut.
- Dorfkirche Volkenshagen, Feldsteinkirche mit 47 m hohem Turm, 1297 erstmals urkundlich erwähnt, Umbau 1892–1895, Orgel von Friedrich Hermann Lütkemüller (1862 gebaut)
- Gutshaus Klein Kussewitz, 1803 erbaut, Mitte des 19. Jahrhunderts im neugotischen Stil umgebaut, 2002 saniert, jetzt als Hotel und Veranstaltungsort genutzt
- Silo Klein Kussewitz, 1928 errichtet, 2000 zum Wohngebäude umgebaut

## Wirtschaft und Infrastruktur

### Unternehmen
- Umspannwerk für 220/110 kV und Stromrichterstation der HGÜ Kontek. Beide Anlagen liegen rund einen Kilometer auseinander. 2002 wurde die Stromrichterstation Bentwisch um ein 380-/110-kV-Umspannwerk erweitert und zwischen der Stromrichterstation und dem 220-/110-kV-Umspannwerk, welches im Unterschied zur Stromrichterstation noch aus DDR-Zeiten stammt, eine 110-kV-Drehstromfreileitung gebaut. Das 150-kV-Drehstromkabel vom Offshore-Windpark Baltic 1 endet ebenfalls in der Stromrichterstation Bentwisch. In Bentwisch selbst existieren einige Windkraftanlagen.
- Softwareunternehmen Wegtam GmbH

### Verkehr

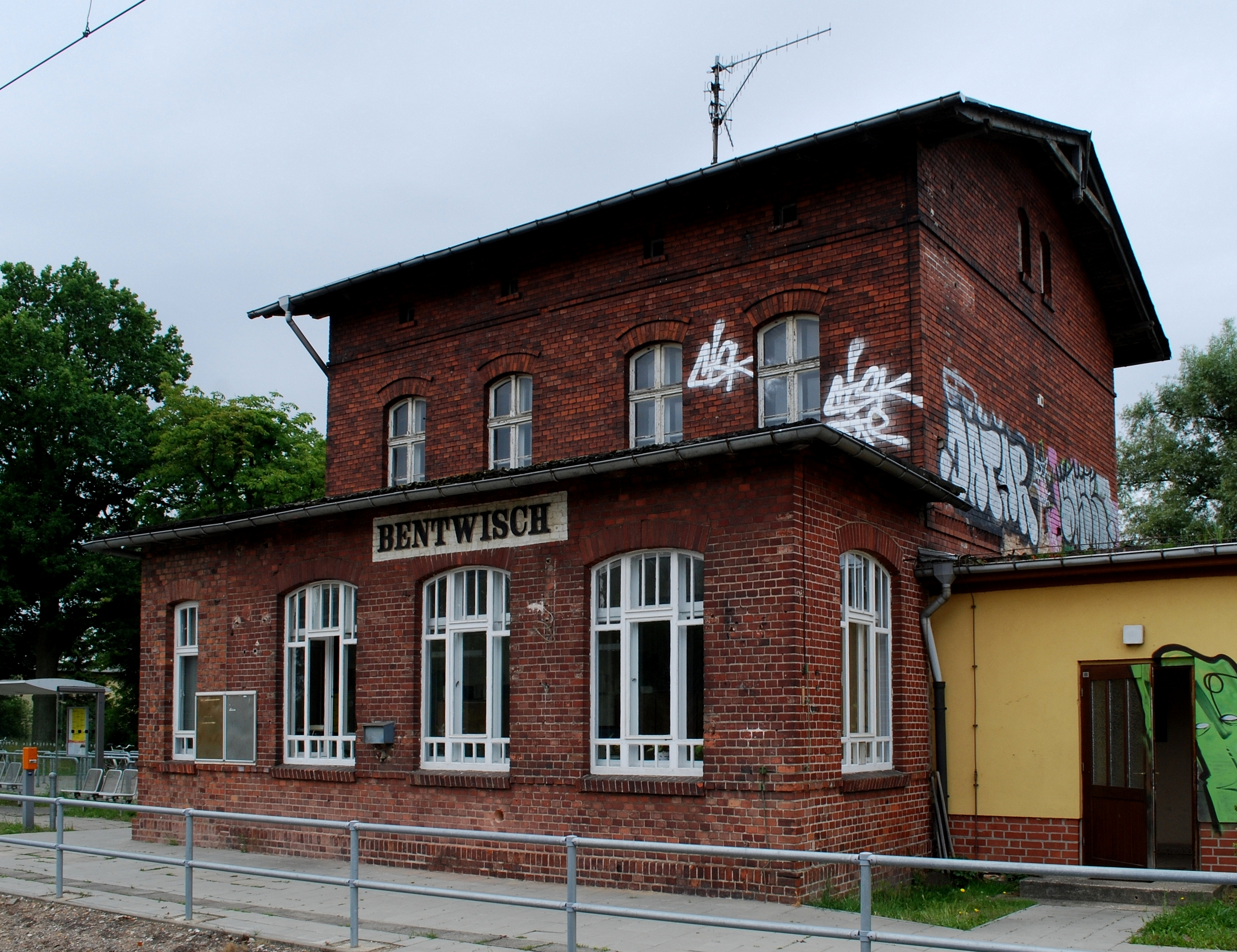
Bahnhof Bentwisch

Bentwisch liegt an der Bundesstraße B 105 zwischen Rostock und Ribnitz-Damgarten und an der Landesstraße L 182 nach Marlow. Die nächstgelegene Autobahnanschlussstelle ist Rostock-Ost an der A 19 (Rostock–Berlin).
Der Bahnhof Bentwisch liegt an der Strecke Rostock–Stralsund. Er wird von der Regionalbahnlinie RB 12 (Rostock–Graal-Müritz) und vom Regional-Express-Linie RE 9 (Rostock – Sassnitz) bedient. In Bentwisch beginnt die Anschlussbahn zum Düngemittelwerk Poppendorf.

### Sport
Der 1966 als Fußballverein gegründete FSV Bentwisch hat ca. 400 Mitglieder und ist der einzige Sportverein in Bentwisch. Er gliedert sich in neun verschiedene Abteilungen, die Fußballabteilung ist mit 200 Mitgliedern die größte. Er spielt in der Saison 2023/24 in der Verbandsliga Mecklenburg-Vorpommern.

## Söhne und Töchter der Gemeinde
- Nikolaus Martini (1632–1713), Rechtswissenschaftler, einer der Gründungsprofessoren der Universität Kiel
- Ferdinand Justus Crumbiegel (1800–1882), Bürgermeister der Hansestadt Rostock
- Wilhelm Kröger (1873–1932), Politiker (SPD)
- Heinrich Pommerenke (1937–2008), Gewaltverbrecher und Serienmörder